# مصفورة رباعية الأضلاع
مصفورة رباعية الأضلاع (الاسم العلمي: Xanthorrhoea quadrangulata) هي نوع من النباتات يتبع جنس المصفورة من فصيلة المصفورية.